# Novake, Tržič
Novake so naselje v Občini Tržič.